# Glenea oreophila
Glenea oreophila är en skalbaggsart som beskrevs av Stefan von Breuning 1958. Glenea oreophila ingår i släktet Glenea och familjen långhorningar.
Artens utbredningsområde är Sulawesi. Inga underarter finns listade i Catalogue of Life.